# 16243 Rosenbauer
16243 Rosenbauer (2000 GO147) là một tiểu hành tinh vành đai chính.